# Birger Wahlström (läkare)
Birger Per Oskar Wahlström, född 4 juli 1910 i Växjö stadsförsamling i Kronobergs län, död 2 september 1990 i Västra Karups församling , var en svensk barnläkare och landstingspolitiker.
Birger Wahlström var son till handelsmannen Oscar Wahlström och Elna Bengtsson. Efter studentexamen i Växjö 1929 och akademiska studier blev han medicine kandidat 1935 och medicine licentiat vid Lunds universitet 1940. Han var amanuens vid psykiatriska kliniken på Lunds lasarett 1940–1941, tillförordnad underläkare vid medicinska avdelningen på Växjö lasarett 1941 och 1942, vikarierande amanuens vid pediatriska kliniken på Lunds lasarett 1942–1943 och förste underläkare vid Flensburgska barnsjukhuset i Malmö 1943–1946.
Birger Wahlström blev förordnad som läkare till det nybyggda barnsjukhuset i Landskrona (1946). Sjukhuset byggdes för att kunna ta emot och ge vård till krigsdrabbade barn som kom efter kriget. Han förordnades till överläkare 1948 och stannade i Landskrona till sin pensionering. Han var också läkare för Landskrona daghem och lekskolor från 1947 och för Epidemisjukhuset i Landskrona från 1953.
Wahlström var politiskt engagerad för Folkpartiet och satt från 1962 i landstingsfullmäktige samt var vice ordförande i barnavårdsnämnden och socialnämnden i Landskrona. 1937–1938 var han fartygsläkare vid M/S Annie Johnson. Han författade skrifter i socialmedicin och pediatrik. Han var riddare av Nordstjärneorden (RNO).
Första äktenskapet varade 1941–1967 med sjuksköterskan Britta Gustavsson (1907–1992). De fick två döttrar och en son.
Andra äktenskapet varade 1967 till hans död med filosofie magister Inga Åselius (1918–2010), tidigare gift Ekselius. De är begravda tillsammans med hennes föräldrar på Norra begravningsplatsen i Stockholm.